# Henk Hofstee
Hendrik Henk Hofstee (Enschede, 28 maart 1940 – Bunschoten-Spakenburg, 28 april 2012) was een Nederlands voetballer en voetbaltrainer. Zijn grootste sportieve successen haalde hij als trainer van SV Spakenburg.
Hofstee speelde als middenvelder onder meer voor Sportclub Enschede, Sparta, Feyenoord, HVC, DWS en FC Wageningen. Hij was de laatste trainer van SC Amersfoort. Hofstee was twee periodes trainer van SV Spakenburg: van 1986 tot 1991 en van 1994 tot 1995. In 1987 leidde hij Spakenburg naar het kampioenschap in de hoofdklasse. In 1993 werd Hofstee kampioen van de hoofdklasse met VV Lunteren. Hij trainde ook SDVB, SV Baarn, Quick Amersfoort en Vitesse.